# Inspektionen för vård och omsorg
Inspektionen för vård och omsorg (IVO) är en statlig myndighet som sorterar under Socialdepartementet. Den inrättades 1 juni 2013 genom avknoppning av Socialstyrelsens tillsynsverksamhet. Inspektionen ansvarar för tillsyn och tillståndsprövning över hälso- och sjukvården, socialtjänsten samt verksamheter enligt LSS. Myndighetens engelska namn är Health and Social Care Inspectorate.

## Organisation
Inspektionen har sitt huvudkontor med stödfunktioner i Stockholm. Utöver detta utövar myndigheten sin huvudsakliga tillsynsverksamhet vid sex regionala avdelningar med kontor belägna i Göteborg, Jönköping, Malmö, Stockholm, Umeå och Örebro. Totalt omfattar myndigheten ungefär 800 anställda. Vid huvudkontoret verkar generaldirektörens stab, avdelningen för verksamhetsstöd, samt avdelningen för planering och kommunikation. Det finns också två särskilda avdelningar: avdelningen för analys och avdelningen för tillståndsprövning. Den senare hanterar omkring 3 000 tillståndsansökningar per år. Vid huvudkontoret verkar också ett av regeringen utsett insynsråd med uppgift att agera rådgivare åt generaldirektören och informera regeringen om inspektionens verksamhet.
IVO utövar sin tillsynsfunktion utifrån Socialtjänstlagen (SoL), Patientsäkerhetslagen och Lagen om stöd och service till vissa funktionshindrade (LSS). SoL ger inspektionen stora möjligheter att själva bestämma och utforma hur arbetet med tillsynen av socialtjänsten ska utformas i praktiken. Det framgår ingen generell skyldighet att pröva enskilda klagomålsärenden, utöver plikten att utreda lex Sarah-anmälningar. Gällande tillsynen av hälso- och sjukvården ger Patientsäkerhetslagen fler fasta direktiv, inklusive krav på att pröva klagomål mot vårdenheter och personal.
I verksamheten ingår tillsyn och kontroll av:
- Hälso- och sjukvård
- Personal inom hälso- och sjukvård
- Socialtjänst
- Verksamhet enligt LSS
- Handläggning av anmälningar enligt lex Sarah, lex Maria och allmänhetens klagomål på vård och omsorg
- Tillstånd för verksamheter enligt socialtjänstlagen och LSS
- Vissa tillståndsärenden inom hälso- och sjukvården

IVO har mandat att tillfälligt stoppa arbetet i eller permanent stänga verksamheter som inte lever upp till gällande lagar och bestämmelser. Hanteringen av tillsynsärenden utgår ifrån myndighetens egen tillsynspolicy och sedan 2015 finns ett beslut om att tillämpa "lärande tillsyn".

## Bakgrund
Bildandet av Inspektionen för vård och omsorg skedde mot bakgrund av ett antal offentliga utredningar. Utredningarna och bildandet av myndigheten skedde under Regeringen Persson och Regeringen Reinfeldt. Omfattningen och principerna för statlig tillsyn i vidare bemärkelse behandlades i Tillsynsutredningen (SOU 2004:100). Början till en reform av tillsyn inom omsorgen skedde med SOU 2007:82 som pågick från 2004 och publicerades som Samordnad och tydlig tillsyn av socialtjänsten i slutet av 2007. Utredningen kritiserande den rådande ordningen där de 22 länsstyrelserna som ansvarade för tillsynen av socialtjänsten tillämpade olika rutiner och möjligheten till statlig insyn och kontroll begränsades genom de många aktörerna. Skillnader i hur tillsynen utövades kom att betraktas som olämpligt ur ett rättssäkerhetsperspektiv. Vikten av att samla tillsynen på nationell nivå framhölls och utredningen presenterade bland annat möjligheten att på sikt inrätta en särskild tillstånds och inspektionsmyndighet. I Tillsynsreformen (prop. 2008/09:160) föreslogs sedan att tillsynsansvaret skulle axlas av Socialstyrelsen som redan hanterade tillsynen av hälso- och sjukvård. Efter att så skett framhöll Statskontoret behovet av att en ny myndighet skild från socialstyrelsen skulle ta över tillsynen. I Gör det enklare! (SOU 2012:33) föreslogs att de dåvarande 12 statliga myndigheterna som ansvarade för vård och omsorg skulle slås ihop i 4 nya "supermyndigheter". Bildandet av IVO som en ny och separat myndighet blev ett steg i motsatt riktning.

## Historia

### Bildande
Tillsynen av socialtjänst samt hälso- och sjukvård samlades 2010 under en gemensam tillsynsavdelning på Socialstyrelsen. Samtidigt var det Socialstyrelsen som hade uppdraget att upprätta de föreskrifter för vård och omsorg vars efterlevnad man var satt att granska. För att komma bort från detta dubbelkommando och med ambitionen att förbättra tillsynen grundades Inspektionen för vård och omsorg (IVO) 1 juni 2013. Den nya myndighetens uppdrag var att ordna en "effektiv, enhetlig och strategisk tillsyn." Vid upprättandet avknoppades helt enkelt den existerande tillsynsavdelningen från Socialstyrelsen, men med tiden utvecklades en egen organisationskultur. Vid upprättandet hade IVO ett granskningsuppdrag som omfattade uppskattningsvis 40 000 hälso- och sjukvårdsenheter och en större mängd enheter inom assistans och äldreomsorg.

### Uppstart och utveckling
Uppdraget som särskild utredare och senare generaldirektör med uppdrag att bygga upp och sedan styra den nya myndigheten anförtroddes Gunilla Hulth-Backlund, tidigare generaldirektör för Tandvårds- och läkemedelsförmånsverket. Myndigheten tvingades lägga mycket tid på att administrera cirka 7 000 oavslutade klagomålsärenden som följt med från Socialstyrelsen. Statskontoret hade redan i början av 2013 fått i uppdrag att granska IVO:s bildande och verksamhet. I ett delbetänkande publicerat 2015 uppskattades att en tredjedel av myndighetens resurser lades på patientklagomol samt att samtliga klagomål inklusive lex Maria och lex Sarah tog 70% av myndighetens resurser i anspråk. Detta ansågs begränsa inspektionens kapacitet till löpande tillsyn i för stor utsträckning. Utredningen kritiserade också de långa handläggningstiderna, men lyfte fram positiva aspekter som framtagandet av en nationell riskanalys, en tillsynspolicy och metoder för återkoppling till vårdgivarna. Samma år föreslog klagomålsutredningen att möjligheten för patienter att föra klagan direkt till IVO skulle dras in och att patientklagomål i första hand skulle hanteras av den enskilde vårdgivaren. År 2018 infördes slutligen ny lagstiftning som fastslog att vårdgivare och patientnämnd var första instanser för patientklagomål, och att IVO:s uppdrag var begränsat till ärenden med allvarliga brister och vårdskador.

### Revisioner och rekordviten
År 2019 utdelade Riksrevisionen kritik mot IVO i sin granskningsrapport. Revisorerna kritiserade bristande IT-system samt den fortsatt relativt låga andelen löpande inspektioner kontra klagomålsärenden. Samtidigt riktades kritik mot regeringen för otydlig ekonomisk styrning eftersom en stor del av myndighetens anslag fortsatt beviljades år för år. Hans Rutberg erhöll 2021 uppdraget att utreda förutsättningarna för en chefsläkartjänst över myndighetens sakkunniga tillsynsläkare. Året efter publicerades hans utredning innehållandes kritik från tillsynsläkarna som hävdade dels att deras kompetens inte togs till vara av myndigheten och dels att de inte fick möjlighet till kompetensutveckling. IVO hade under tiden reagerat på vårdplatsbristen i landet genom att utreda platsläget på svenska akutsjukhus. I slutrapporten riktades kritik mot samtliga 27 sjukhus som granskats och inspektionen dömde ut rekordstora viten: för Akademiska sjukhuset 20 miljoner, Sundsvalls sjukhus 15 miljoner och Sunderby sjukhus 10 miljoner kronor. Vitesföreläggandet ledde till en lång rättsprocess mellan IVO och Region Uppsala där kammarrätten två gånger upphävde beslutet, varefter inspektionen har överklagat ärendet till Högsta förvaltningsdomstolen. Under 2023 kom en ny rapport från Riksrevisionen som pekade på en betydande underrapportering enligt lex Sarah och lex Maria, samt att flera av de ärenden som kom till inspektionens kännedom blev ofullständigt utredda.

## Generaldirektörer
- 2013–2019: Gunilla Hulth-Backlund[15]
- 2019–2024: Sofia Wallström[23]
- 2024–2025: Tommy Hansen (vikarierande)
- 2025–: John Ahlberk